# Svatava Antošová
Svatava Antošová (* 3. června 1957 Teplice) je česká básnířka, prozaička a novinářka.

## Život
Vystudovala gymnázium a Střední knihovnickou školu. Prošla řadou manuálních i intelektuálních profesí (knihovnice, dělnice, redaktorka magazínu Cosmopolitan, redaktorka Českého rozhlasu v Ústí nad Labem, poštovní doručovatelka), od roku 2009 je redaktorkou literárního časopisu Tvar. První básnické pokusy z konce 70. let vydala samizdatem, na počátku 80. let se stala zakládající členkou Patafyzického kolegia Teplice (společně s Petrem Kurandou, Václavem Lukáškem, Eduardem Vackem a Miroslavem Wankem), na jehož aktivitách se podílela do roku 1986, kdy kolegium rozprášila StB.
Své básně publikovala v časopisech Pako, Vokno, Doteky, Revue Teplice, Clinamen, Babylon, Iniciály, Souvislosti, Tvar, Host, Salon Práva, Literární noviny, Dekadent geniální, Weles, Živel, Pandora, Glosolália, internetová Dobrá adresa, magazín Ravt aj.), byla častým hostem u Mirka Kováříka a Zdeny Hadrbolcové v pořadu Zelené peří, své básně recitovala za doprovodu teplické skupiny Mimo zákon (akce „Teplice v Praze“ na Deltě v roce 1991) a ústeckého dua Martin Bechynský (el. kytara) a Míla Uherčíková (housle). Společně vystupovala s kytaristkou a textařkou Karolinou Steinhauserovou (dnes Kamberskou). Z jejích básní vzniklo počátkem 90. let divadelní představení, které sehráli členové pražského divadla Protoč (režie David Czesany). Od konce 80. let se účastní akcí literární Skupiny XXVI, své texty pravidelně publikuje na webu skupiny https://www.xxvi.cz/. Žije v Teplicích.
Knižně debutovala ve sborníku Zelené peří (Mladá fronta 1987). Svými texty je zastoupena v antologii severočeských autorů Od břehů k horám (Votobia 2000), patafyzických sbornících Hovnajs! (Clinamen, 2004) a ...Ode dna! Almanach absurdity (Clinamen, bez vročení), v Antologii českého rozhlasového fejetonu 2002–2004 (Concordia, 2004), ve sborníku povídek Divoká jízda (Knižní klub, 2006), dále ve sborníku 7edm. Literární sborník (Theo, 2007), v čítance současné ženské povídky Ty, která píšeš (Artes Liberales, 2008), v severočeské antologii Údolí neklidu (UJEP, 2009) a v almanachu ženské poezie Královny slz a ostružin (van Aspen, 2010).

## Dílo
- Sen o velikém uniknutí (samizdat, 1977) – básně
- Underwood (samizdat, 1980) – básně
- Encefalické probuzení (samizdat, 1980) – básně
- Říkají mi poezie (Mladá fronta, Praha 1987) – básně
- Ta ženská musí být opilá (Československý spisovatel, Praha 1990) – básně
- Dvakrát pro přátele - (Spolek českých bibliofilů, 1991) – básně
- Tórana (Mladá fronta, Praha 1994) – básně
- … aniž ťala hlavou (Krásné nakladatelství, Praha 1994) – básnická skladba
- Kalendář šestého smyslu (Clinamen, Praha 1996) – básně
- Dáma a švihadlo. Lesbicko-killerská parodie s autobiografickými prvky (Votobia, Olomouc 2004) – próza
- Nordickou blondýnu jsem nikdy nelízala. Pornogroteska za časů terorismu (Condordia, Praha 2005) – próza
- Ještě mě nezabíjej! (Protis, 2005) – básně
- Vlčí slina (Protis, Praha 2008) – básnická skladba
- Skoby/Punkt Memory (Hodek Milan, Praha 2012) – experimentální próza
- Dvojakost (Milan Hodek, 2014) – básně na fotografie Petra Kurandy
- Diktátor píše báseň (Milan Hodek, 2020) – básně
- Sázení ohně. Výbor z poezie 1977-2022 (Milan Hodek, 2022) - básně